# Horst Fügner
Horst Fügner (Chemnitz, 11 de março de 1923 –– Chemnitz, 22 de novembro de 2014) foi um motociclista alemão.
Fügner iniciou sua carreira no motociclismo em 1950. Correndo no campeonato alemão-oriental de velocidade, ele obteve sua primeira conquista em 1955, quando venceu as 125cc disputando a edição pela equipe de fábrica da IFA. Ainda neste ano, ficou próximo de conquistar o campeonato da Alemanha Ocidental, mas ficando com o vice-campeonato para Karl Lottes. Para 1956, trocou de equipe, passando a correr pela também alemã-oriental MZ. Mesmo trocando de moto, obteve o bicampeonato nas 125cc em 1956. O seu terceiro e último título veio em 1958, quando, ainda correndo pela MZ, venceu novamente as 125cc.
Em 1957, disputou sua primeira corrida no mundial de velocidade pela MZ, no GP da Alemanha Ocidental, terminando em 4° nas 125cc. Para 1958, participou de quatro corridas na mesma categoria, os GPs dos Países Baixos (6°), Alemanha Ocidental (4°), Suécia (6°) e Ulster (5°). Na categoria de 250cc, mesmo tendo participado de apenas três corridas nas 250cc –– Alemanha Ocidental, Suécia e Ulster (5°) ––, terminou com o vice-campeonato daquela edição, atrás do italiano Tarquinio Provini. Fora nessa edição que Fügner obteve sua única vitória em mundiais, no GP da Suécia. Antes disso, havia terminado em segundo no GP da Alemanha Ocidental.
Embora 1959 se mostrasse promissor após o vice-campeonato no ano anterior, Fügner conseguiu disputar apenas duas corridas nas 125cc –– TT da Ilha de Man (4°) e o GP dos Países Baixos (4°) –– e outras duas nas 250cc, conquistando seu terceiro e último pódio na Alemanha Ocidental, e terminando em 5° no GP dos Países Baixos. Fügner teve que encerrar sua carreira ainda em 1959 por conta de um acidente durante os treinos para o GP da Bélgica, no Circuito de Spa-Francorchamps. Após o abandono da carreira, se tornou responsável pelo departamento de corridas da MZ.

## Ligação externa
- Perfil no site da MotoGP